# Landpflegamt Nürnberg
Die Landpflegamt war ein von 1513 bis 1798 bestehendes Amt der Reichsstadt Nürnberg.

## Geschichte
Infolge des Landshuter Erbfolgekrieges (1504/05) erwarb die Reichsstadt Nürnberg ein zusammenhängendes Gebiet östlich der Reichsstadt. Diese sogenannte „Neue Landschaft“ wurde in Pflegämter eingeteilt (Altdorf, Betzenstein, Hauseck, Hersbruck, Hiltpoltstein, Hohenstein, Lauf, Reicheneck, Velden, Wildenfels). 1513 wurde zur Verwaltung dieser Pflegämter das Landpflegamt eingerichtet. Die schon älteren Nürnberger Ämter Gräfenberg und Lichtenau wurden in Pflegämter umgewandelt und ebenfalls diesem unterstellt. Ausgenommen blieb die „Alte Landschaft“ (Amt der Veste, Pflegamt Gostenhof, Waldamt Laurenzi, Waldamt Sebaldi). 1565 kam das Pflegamt Engelthal hinzu, das den vom Kloster Engelthal überschriebenen Besitz verwaltete. Im Jahr 1798 wurde das Pflegamt aufgelöst und in die Rentkammer überführt.

## Beschreibung
An der Spitze des Landpflegamts standen fünf jährlich berufene Landpfleger, von denen einer zu den sieben Herren (Septemvirat) gehörte. Der bedeutendste Beamte im Landpflegamt war der Landschreiber. Das Amt hatte seinen Sitz im Rathaus, in der sogenannten Landpflegstube. Der Geschäftsbereich des Landpflegamts war die Verwaltung geistlicher Güter auf dem Land (außer Stiftungsbesitz), Besteuerung, Erhebung von Zöllen, Aufsicht über Jagd und Fischerei, Straßenbau, Bauaufsicht, Ausübung der Dorfherrschaft, Förderung von Landwirtschaft, Handel und Gewerbe, Visitation der Kirchen und Schulen, Einziehung von Abgaben aus der Grundherrschaft (Gülten, Zinsen u. a.), Einnahme von Zehnten. Es war auch Gerichtsinstanz in zahlreichen Rechtsfällen.
Direkte hochgerichtliche Befugnisse hatte das Landpflegamt nicht, mit Ausnahme eines Ortes, Hiltmannsdorf, dessen Hochgericht eigentlich das ansbachische Oberamt Cadolzburg innehatte. Im Nürnberger Streubesitz übte es über 23 Orte die Dorf- und Gemeindeherrschaft aus, teilweise gemeinsam (⚭) oder umstritten (⚔) mit einem anderen Amt:
- Boxdorf
- Braunsbach
- Eibach
- Erlenstegen
- Gaismannshof
- Gebersdorf (⚭)
- Großreuth hinter der Veste
- Herboldshof
- Kagenhof
- Kleinreuth hinter der Veste
- Kronach
- Leichendorf (⚭)
- Mögeldorf
- Muggenhof (⚭)
- Oberdeutenbach (⚔)
- Oberweihersbuch (⚭)
- Rehdorf (⚔)
- Röthenbach bei Schweinau
- Sack
- Sichersdorf
- Unterasbach
- Unterdeutenbach
- Weikershof

Grundherrliche Ansprüche hatte das Landpflegamt nur in Galgenhof (1 Haus) und in Unterlindelburg (Schulhaus, Gemeindehirtenhaus).